# Saint-Aulaye
Saint-Aulaye foi uma comuna francesa na região administrativa da Nova Aquitânia, no departamento Dordonha. Estendia-se por uma área de 34,8 km². Em 2010 a comuna tinha 1 446 habitantes (densidade: 41,6 hab./km²).
Em 1 de janeiro de 2016, passou a formar parte da nova comuna de Saint-Aulaye-Puymangou.